# 歐蜜·偉浪
歐蜜·偉浪 (1963年10月10日—)，生於臺灣桃園市。泰雅族，漢名為游榮望。民主進步黨籍政治人物，現任台灣基督長老教會原住民族宣教委員會幹事（教會與社會）。曾任總統府原住民族歷史正義與轉型正義委員會第一屆委員。

## 政治參與
2011年12月21日，台灣原住民族部落行動聯盟秘書長歐蜜·偉浪舉出2012年中華民國總統選舉電視辯論中，獨缺台灣原住民族代表的例子來批評，中國國民黨與民主進步黨多年來為了競逐大位，卯足勁地互相攻訐、彼此惡鬥，使台灣社會至今充斥著惡質的藍綠政治意識型態，也讓工具性、功利性、權謀的競奪取代了守護台灣土地的責任。歐蜜·偉浪強調：「只有綠黨長期默默耕耘，與山川、河流、沿海及原住民站在一起」，更提名蘭嶼反核廢運動人士希婻·瑪飛洑為不分區立委第一名，讓原住民能夠真正有機會發出長年來被迫沉默的聲音。「投綠黨一票，就是投台灣土地一票」。
2019年11月14日，民進黨中央執行委員會通過2020年中華民國立法委員選舉不分區立委名單，歐蜜·偉浪以原住民代表及教會牧師身份被排入不分區第15名，後未當選。2022年，以無黨籍身份競選桃園市議員山地原住民選區，亦未當選。

## 選舉紀錄
| 年度 | 選舉屆數             | 選舉區                                 | 所屬政黨   | 得票數    | 得票率 | 當選標記 | 備註 |
| ---- | -------------------- | -------------------------------------- | ---------- | --------- | ------ | -------- | ---- |
| 2020 | 第十屆立法委員選舉   | 全國不分區及僑居國外國民立法委員選舉區 | 民主進步黨 | 4,811,241 | 33.98% |          |      |
| 2022 | 第三屆桃園市議員選舉 | 桃園市第十四選舉區                     | 無黨籍     | 1,435     | 11.43% |          |      |

## 外部連結
歐蜜·偉浪的Facebook專頁